# Stele von Zivin
Die Stele von Zivin (Süngütaşı bei Sarıkamış) wurde von dem urartäischen Herrscher Menua errichtet, um die Eroberung von Šašilu, einer der Königsstädte von Diaueḫe, zu feiern. Sie ist in der urartäischen Sprache in urartäischer Keilschrift abgefasst. Zwei Bruchstücke befinden sich heute im Georgischen Nationalmuseum in Tiflis.

## Inhalt
Die erste Zeile ist unlesbar. Die zweite Zeile beginnt mit der formularischen Einleitung „Menua spricht“ und berichtet dann, wie der König die Stadt Sasilu einnahm und diesen Stein für „den Gott Ḫaldi, meinen Herrn“ errichtete. Danach wird die Titulatur von „Menua, Sohn des Išpuini“ aufgezählt:
- mächtiger König, König der Gesamtheit
- König der Bianili-Länder
- Herrscher der Stadt Tušpa.

Die Inschrift endet mit den üblichen Fluchformeln gegen den, der sie zerstört: „Menua spricht: wer diese Inschrift zerstört oder auslöscht oder wegkratzt, den soll der Gott Ḫaldi völlig vernichten, der Gott Teišeba, der Gott Šiwini, alle Götter.“

## Übersetzungen
- F. W. König, Handbuch der chaldischen Inschriften (Graz 1953),  Nr. 24
- Н. В. Арутюнян, Корпус уратсқих қлинообразных надписеӣ. Ереван, Гитутюн 2001, Nr. 54
- Г.А. Меликишвили, Урартские клинообразные надписи. Москва: Издательство АН СССР, 1960, Nr. 37, Photo 9-11.

## Weblink
- Photo, Umschrift und Übersetzung ins Russische